# Lou A. Kouvaris
Lou A. Kouvaris, noto anche come L.A. Kouvaris (Il Pireo, 20 aprile 1954 – Long Island, 28 marzo 2020), è stato un chitarrista statunitense.

## Biografia
Di origini greche, si affacciò all'ambiente musicale alla fine degli anni sessanta militando in alcuni gruppi semi-professionistici. Nel 1975, ottenne il diploma di ingegnere del suono e contemporaneamente fondò assieme a Mark Reale un gruppo chiamato Riot, in cui Kouvaris ricoprì il ruolo di chitarrista solista.
Nell'agosto 1978, alcuni mesi dopo l'esordio discografico dei Riot con l'album Rock City, Kouvaris fu allontanato durante le prime fasi di registrazione dell'album Narita. Fu quindi assunto da Henri Belolo e Jacques Morali come turnista dei Village People e fondò un gruppo chiamato Special Forces, attivo fino al 1983 senza aver pubblicato alcun disco.
Nel 1982, dopo aver partecipato alle selezioni come chitarrista di Ozzy Osbourne e dei Kiss, Kouvaris iniziò l'attività di compositore di colonne sonore, partecipando alla realizzazione dei brani del film Hotshot del 1987. A partire dal 1990, Kouvaris abbandonò la carriera di musicista, rimanendo nell'ambiente musicale come titolare dell'etichetta indipendente L.A. Production, con sede nel Rock Garden Studio.
Nel 2019, ripresa l'attività, fondò la band Riot Act assieme a Rick Ventura, già chitarrista dei Riot dal 1978 al 1984.
Dopo avere contratto il virus SARS-CoV-2, è morto il 28 marzo 2020 nella sua casa a Long Island, New York, all'età di 65 anni.

## Discografia[7]
- 1977 - Rock City (Riot)
- 1993 - Greatest Hits 1978-1990 (Riot)